# Germandat del Sant Ecce-Homo
La Germandat del Sant Ecce-Homo de Tarragona és una entitat religiosa fundada l'any 1868 i amb seu social a la Baixada Peixeteria de la Part Alta de la ciutat de Tarragona. Actualment es un referent a la ciutat pel que fa als actes i tradicions de la Setmana Santa tarragonina.

## Història
L'origen de la devoció al Ecce-Homo prové de mitjan segle xvi. Concretament, l'any 1565 es troba documentada per primera vegada aquesta imatge propietat de la Confraria de la Preciosa Sang de Jesucrist dels espardenyers i esparters, juntament amb les del Sant Crist de la Sang i La Soledat. Aquesta confraria organitzarà a la fi d'aquest segle les primeres processons de Setmana Santa, que amb el pas del temps augmenten en complexitat i espectacularitat. Per aquest motiu, a mitjan segle xviii, la Congregació intenta donar més relleu a l'acte convidant a participar-hi d'altres confraries de la ciutat, cedint-los els seus misteris i reservant-se el Sant Crist per al seu propi acompanyament. És a partir d'aquest període que l'Ecce Homo serà acompanyat per entitats molts diverses. Es coneix per les actes i inventaris de la Congregació de la Sang que aquesta imatge inicial era acompanyada, durant la processó de Dijous Sant per la figura de Ponç Pilat davant d'una balustrada, és a dir, d'una barana, juntament amb tres jueus de mig cos i fets de cartró pedra que feien de poble.
El mes d'agost de 1834, s'havia produït una epidèmia de còlera que va afectar la ciutat i hi va causar diverses morts. Els veïns del Cós del Bou es van posar amb èxit sota la protecció del Sant Ecce Homo per tal d'evitar els estralls d'aquella passa, fet que va marcar l'inici de la seva devoció.
El 29 d'abril de 1867, la Congregació de la Puríssima Sang sol·licita a l'arquebisbe Francesc Fleix i Solans la translació de les imatges de Jesús Natzarè i de l'Ecce Homo des de l'església de Sant Francesc a la de Natzaret, però només aconsegueix l'autorització per traslladar la primera d'elles. El febrer de l'any següent són els devots del Cós del Bou, que uns mesos més tard constituirien la Pia Hermandad, qui sol·licitaren la translació de la imatge a Natzaret. El dia 29 de febrer es va obtenir el permís del prelat i finalment es trasllada la talla de l'Ecce Homo fins a l'església de Natzaret, seu de la Congregació de la Sang. La recollida d'aquell any també s'efectua des d'una casa del barri i s'assisteix a la processó de la mateixa manera que s'havia fet en anys anteriors.
La Germandat va ser fundada el 28 de juny de 1868 per un grup de devots, veïns del Cós del Bou, amb el nom de Pia Hermandad del Ecce-Homo. El caire inicial d'aquesta entitat era bàsicament de societat de socors mutus més que no pas d'associació religiosa, considerant que entre els càrrecs de la Junta, no apareix cap representant de l'estament religiós. Només en un dels seus articles contempla l'acompanyament dels seus membres amb atxa de la imatge de l'Ecce Homo, que era propietat de la Congregació de la Sang, a la processó de Divendres Sant.
Després d'uns anys de litigis entre la Sang i la Germandat pels drets sobre la imatge, l'any 1940, es reorganitzà la Germandat amb una nova junta i l'any 1941 s'encarregà a l'escultor tarragoní Rafael Cases, una nova talla de l'Ecce Homo. Aquesta va desfilar l'any 1942 amb la corona d'espines i la canya de plata de la imatge anterior de Salvador Gurri, però fou retirada ràpidament per la seva manca d'estètica. Actualment, aquesta imatge es pot contemplar a la seu social de la Germandat.
La Germandat desfilà sense pas des de l'any 1943 fins al 1945, any en què es va encarregar un nou conjunt escultòric a l'artista tarragoní Carles Moya. L'any 1946 es beneí el nou conjunt format per tres figures basant-se en l'antic pas de Josep Rius. La Germandat que s'instal·là canònicament aquell any a l'església de Sant Agustí, ja comptava amb 180 socis, la meitat dels quals eren treballadors de la Tabacalera. L'any 1952, la Junta va vendre la corona i la canya d'argent de la imatge de Gurri per 2.500 pessetes, adquirint amb aquests diners un Sant Crist. L'any 1958 la junta de la Germandat decideix substituir el pas de Moya per un nou conjunt escultòric cisellat pel pare caputxí Jose Maria de Vera, amb la col·laboració directa de l'escultor Joan Salvador Voltas. Aquest nou pas va ser beneït l'any 1959.
A finals dels anys 70 la Germandat passà per moltes dificultats econòmiques i d'assistència, essent a punt de desaparèixer. Tant és així, que l'any 1977, 1978 i 1979 no pogué escortar el pas i aquest va ser cedit a La Sang. La Congregació, va determinar que fos la Germandat de Nostre Pare Jesús de la Passió qui acompanyés el pas de l'Ecce Homo, al estar aquesta confraria sense pas des del 1973.
Sortosament, l'any 1980 gràcies a un grup de joves, fills d'antics socis, es va reorganitzar la Germandat i es va tornar a escoltar el seu propi misteri. L'any 1981 s'hi van afegir membres de l'Associació Juvenil del Loreto, revifant i reactivant definitivament amb un nou impuls la Germandat.
El 1985 la Germandat va recuperar l'antiga indumentària composta per un pitet blanc i capa grana damunt de la vesta negra. L'any 1991, es substituïren les rodes del pas de l'Ecce Homo per joves portants a espatlles, i el 1992 es creà una banda pròpia de tambors amb l'acompanyament d'un grup de grallers. Aquell mateix any, la Germandat es proposà recrear l'antic pas d'en Josep Rius del 1918. Aquest grup escultòric que actualment encara desfila, és obra d'Emili Solé Carcolé i va ser beneït el 30 de març de 1994, any del 125è aniversari de la Germandat. Aquest pas és dut a espatlles per 18 voluntaris i és acompanyat per la mateixa banda de timbalers i sacs de gemecs.
L'any 2003, la Germandat va adquirir un local propi a la baixada peixateria on actualment es poden reunir, mantenir i exposar tots els seus bens, documentació, vestes, banderes, l'antiga imatge de l'Ecce Homo de Cases i les figures de José Maria de Vera.
La Germandat organitza des de l'any 1981 el Viacrucis de la nit del Dijous a Divendres Sant que arriba fins al Santuari del Loreto, participa amb el pas a la processó del Rosari de Dolor de Dimecres Sant i publica anualment des de l'any 1992 un opuscle propi amb els actes que organitza, la memòria i diversos articles de caràcter històric sobre la Germandat i la Setmana Santa tarragonina.

## Vestuari
Des de la fundació de la Germandat fins a l'any 1879, els seus membres assistien a la processó amb vestit de carrer. És en aquest any que s'acorda per primera vegada d'assistir-hi amb vesta, que era negra amb bocamànigues morades. S'ajustava a la cintura amb una corretja de cuir negre i es complementava amb golilla blanca amb cinta morada i guants negres. Duia l'escut brodat al pit. Aquest model perdura fins a l'any 1936.
Després de la guerra, es crea una nova vestimenta que surt al carrer l'any 1942, coincidint amb el nou misteri de Rafael Casas. Es tracta de la famosa vesta negra amb capa granat i estola i cua de color blanc, lligada amb corretja de cuir negre. Duia la golilla blanca amb cinta granat i guants blancs. La capa també portava l'escut brodat. Degut al seu elevat cost econòmic –no oblidem que ens trobem en plena postguerra- i a la dificultat de trobar roba adient per a la seva confecció, l'any 1949 es decideix modificar-la, doncs molts socis no havien pogut encara adquirir-ne una, i sortien a la processó amb vestit de carrer. A partir d'aquest moment s'instaura l'obligatorietat d'assistir amb vesta, que serà negra amb canesú i bocamànigues de color granat, lligada amb cordó de color vermell. Amb la roba de les suprimides capes es confeccionaran les primeres cucurulles, que fins aquell moment mai s'havien portat. Apareixeran les medalles de metall, penjades al coll amb cordons de color vermell, excepte pels membres de la junta que es distingiran amb el cordó daurat. Els guants tornaran a ser negres.
A partir de l'any 1985 s'instaura la vesta actual, que reprodueix amb lleugeres variants l'antiga vesta del 1942, és a dir, vesta negra amb capa de vellut granat i estola blanca, amb cucurulla i bocamànigues del mateix color de la capa, lligada amb cordó vermell.